# ОШ „Милош Савић” Лучица
ОШ „Милош Савић” једна је од основних школа у Пожаревцу. Налази се у улици 15. октобра у Лучицама. Обухвата три школе у селима Лучици, Пругову и Пољани. У селима Лучица и Пољана је осмогодишња, док је у Пругову четворогодишња школа.

## Историјат
Према неким чињеницама и сазнањима школа у Лучици постоји од 1840. године, у Пољани од 1869, а у Пругову од 1895. године. Пожаревац, у то време један од највећих градова, 1733. године је имао школу, а Лучица ју је добила 1840. Према историјским записима, први учитељ је био Милан Богдановић који је окупио око 20 ученика у трошној зградици и имао три разреда, одатле је кроз векове расла и подизала општеобразовни и културни ниво средине и доприносила сталном напретку народа овог краја и државе у целини.

## Догађаји
Догађаји основне школе „Милош Савић”:
- Школска слава Свети Сава
- Сајам цвећа
- Фестивал науке
- Дан борбе против вршњачког насиља
- Дан просветних радника
- Међународни дан жена
- Дечија недеља